# Marine Science Center
Il Marine Science Center è uno zoo di Ponce Inlet (Florida), negli Stati Uniti d'America. Oltre che a essere area protetta dello stato federale, ospita acquari pieni di tartarughe e megattere e centri di riabilitazione per tartarughe.